# 柚木町 (青梅市)
柚木町（ゆぎまち）とは、東京都青梅市にある地名。現行行政地名は柚木町一丁目から柚木町三丁目。郵便番号は198-0064。

## 概要
市域西部に位置し、沢井や梅郷、御岳とも隣接する。全域が秩父多摩甲斐国立公園に含まれる。

## 地理
多摩川南岸に位置する。

## 歴史
「吉野村の歴史」を参照。
- 1889年（明治22年）4月1日 - 町村制施行により、下村三郷、畑中村、日影和田村、柚木村が合併し神奈川県西多摩郡吉野村が成立する。柚木村は大字柚木となる。
- 1893年（明治26年）4月1日 - 西多摩郡が南多摩郡、北多摩郡とともに東京府へ編入する。
- 1943年（昭和18年）7月1日 - 東京都制施行。
- 1955年（昭和30年）4月1日 - 三田村、小曽木村、成木村とともに青梅市へ編入する。大字柚木は吉野地区に属する。
- 1967年（昭和42年）6月 - 梅郷地区に新町区域指定、町名変更実施。大字柚木は柚木町一丁目から柚木町三丁目に変更[7]。

## 世帯数と人口
2021年（令和3年）3月1日現在の世帯数と人口は以下の通りである。
| 町丁         | 世帯数    | 人口    |
| ------------ | --------- | ------- |
| 柚木町一丁目 | 367世帯   | 802人   |
| 柚木町二丁目 | 511世帯   | 922人   |
| 柚木町三丁目 | 227世帯   | 490人   |
| 計           | 1,105世帯 | 2,214人 |

## 小・中学校の学区
市立小・中学校に通う場合、学区は以下の通りとなる。
| 町丁         | 番地                                                 | 小学校             | 中学校           |
| ------------ | ---------------------------------------------------- | ------------------ | ---------------- |
| 柚木町一丁目 | 全域                                                 | 青梅市立第五小学校 | 青梅市立西中学校 |
| 柚木町二丁目 | 全域                                                 | 青梅市立第五小学校 | 青梅市立西中学校 |
| 柚木町三丁目 | 516番地の1から766番地の2までおよび863番地から901番地 | 青梅市立第五小学校 | 青梅市立西中学校 |
| 柚木町三丁目 | 上記以外                                             | 青梅市立第六小学校 | 青梅市立西中学校 |

## 消防
- 青梅市消防団分団[9]
  - 第四分団 - 梅郷地区

## 施設など
- 吉野園地休憩所
- 文殊山花公園
- よしの保育園
- 吉川英治記念館
- 澤乃井櫛かんざし美術館
- セイムス青梅柚木町店
- セブンイレブン青梅柚木店
- 木下八幡神社
- 愛宕神社、奥の院
- 御岳神社
- 笠間築瀬稲荷神社
- 即清寺
- 寒山寺

## 交通

### 鉄道
- JR東日本青梅線 - 軍畑駅

### バス

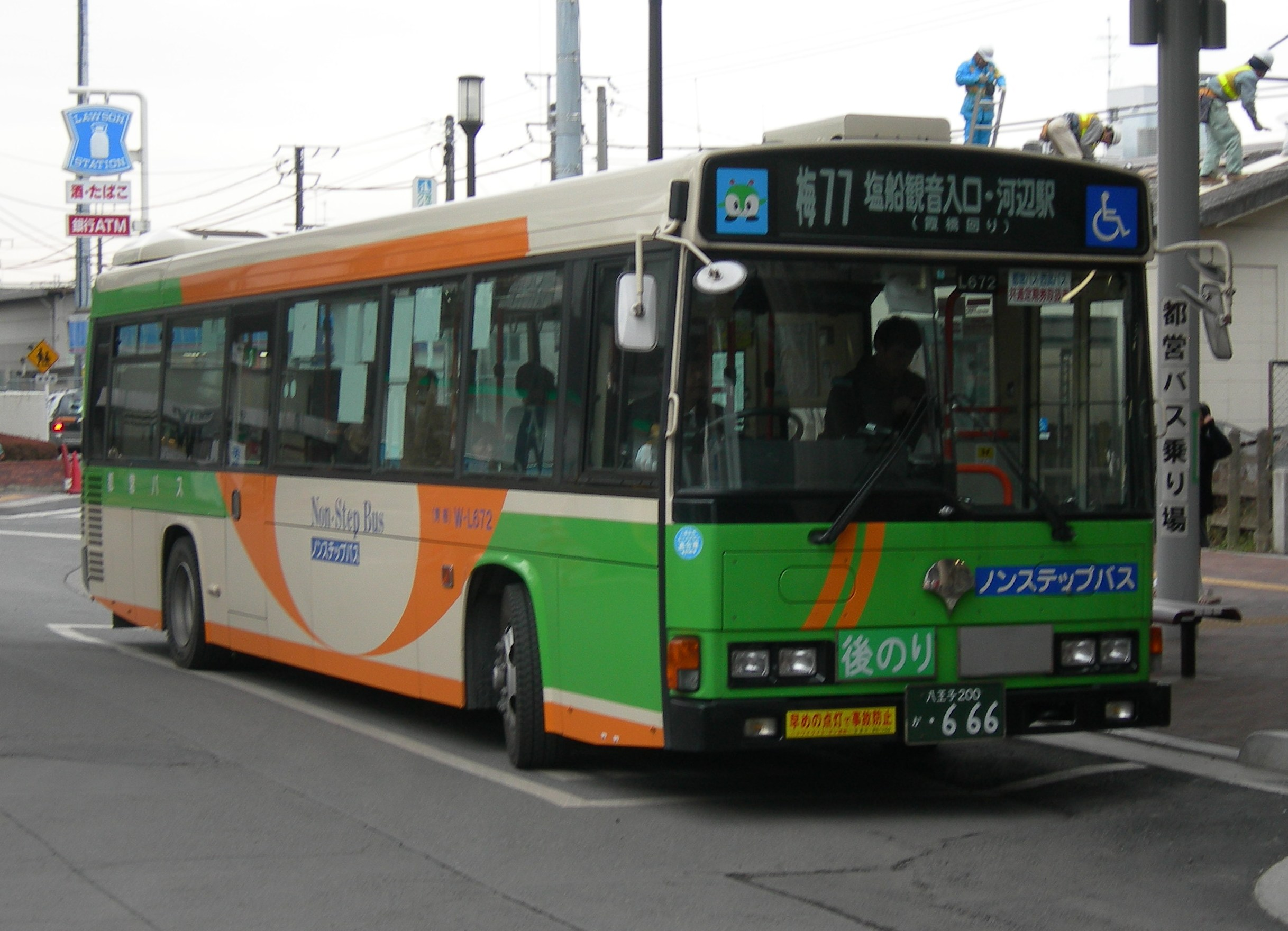
都営バス

都営バスの路線があり、JR青梅線青梅駅方面へアクセスが可能であり、立川駅（東京地裁立川支部）・国分寺駅・新宿駅（東京都庁）・東京駅への通勤通学も可能である。

### 道路

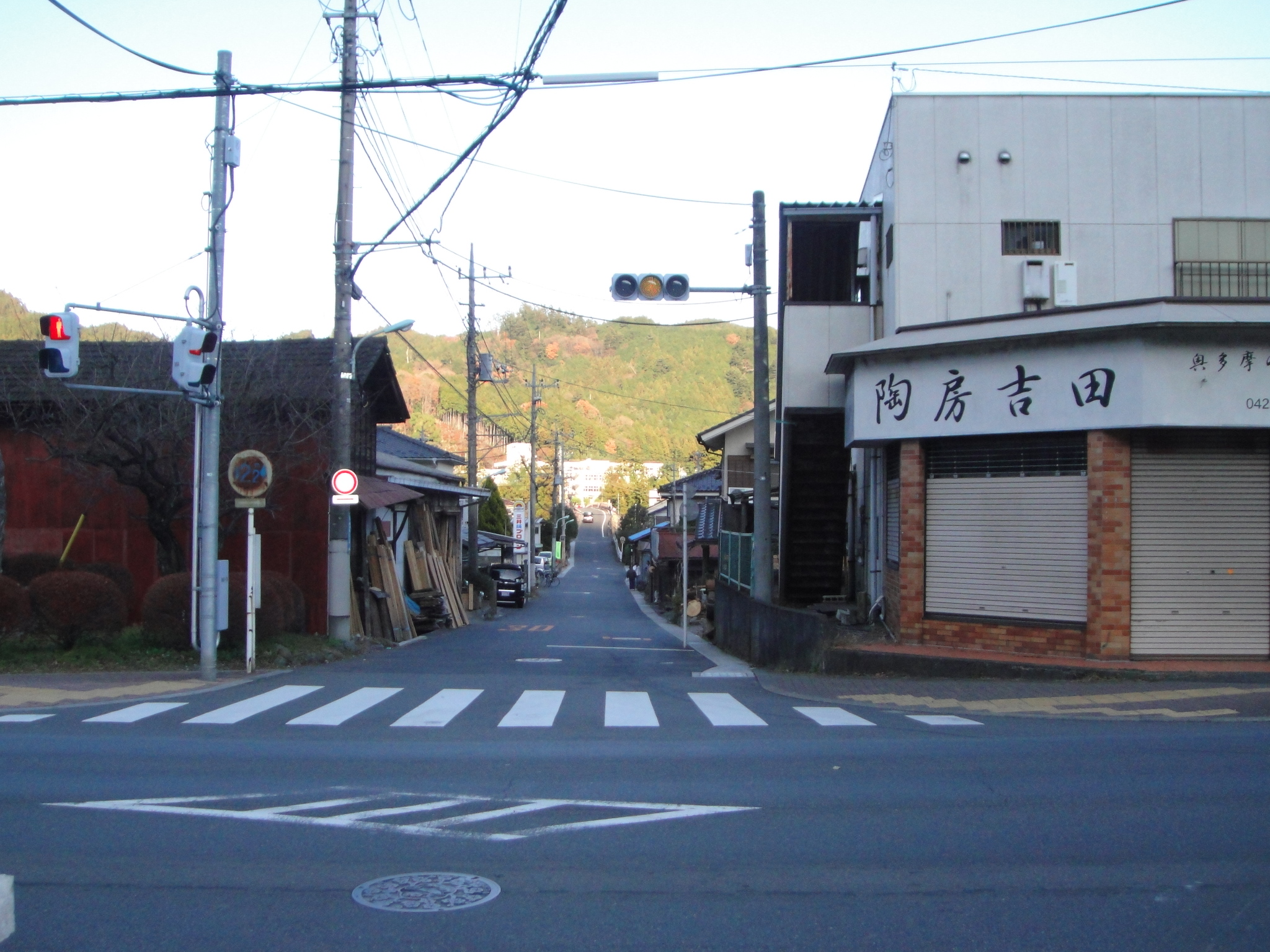
奥多摩橋南交差点付近

- 東京都道45号奥多摩青梅線（吉野街道）
- 東京都道200号柚木二俣尾線